# 아이소시트르산
아이소시트르산(영어: isocitric acid)은 시트르산의 구조 이성질체이다. 아이소시트르산의 염과 에스터(에스테르)는 아이소시트레이트(isocitrate)로 알려져 있다. 아이소시트르산의 음이온은 시트르산 회로의 기질이다. 아이소시트르산은 아코니테이스에 의해 시트르산으로부터 생성되고, 아이소시트르산 탈수소효소에 의해 아이소시트르산은 α-케토글루타르산으로 전환된다.
아이소시트르산은 일반적으로 과일 상품 및 감귤 주스의 진품도와 품질을 탐지하는 마커로 사용된다. 예를 들어 진짜 오렌지 주스의 경우 D-아이소시트르산에 대한 시트르산의 비율은 대개 130미만이다. 이것보다 높은 아이소시트르산의 값은 과일 이외의 다른 재료를 섞어 만든 것임을 의미할 수 있다.

## 같이 보기
- 시트르산
- 말산
- 타타르산